# Savigny-sur-Braye
Savigny-sur-Braye je naselje in občina v osrednjem francoskem departmaju Loir-et-Cher regije Center. Leta 2009 je naselje imelo 2.186 prebivalcev.

## Geografija
Kraj leži v pokrajini Perche ob reki Braye, 56 km severozahodno od Bloisa.

## Uprava
Savigny-sur-Braye je sedež istoimenskega kantona, v katerega so poleg njegove vključene še občine Bonneveau, Cellé, Épuisay, Fontaine-les-Coteaux, Fortan, Lunay in Sougé s 6.142 prebivalci (v letu 2010).
Kanton Savigny-sur-Braye je sestavni del okrožja Vendôme.

## Zanimivosti
- romanska cerkev sv. Petra iz konca 11. stoletja;